# Dendrortyx macroura
El colín rabudo, codorniz de cola larga o perdiz coluda (Dendrortyx macroura), también perdiz mexicana, codorniz coluda transvolcánica, codorniz-coluda neovolcánica, codorniz rabuda, o gallina de monte coluda, es una especie de ave galliforme de la familia Odontophoridae endémica de México.

## Características
Los adultos miden entre 22 y 27 cm. Es un ave de cuerpo color castaño; el vientre es más claro con pequeñas manchas oscuras, y en la espalda hay manchas blancas o grisáceas. Las plumas de la cara, cresta y garganta son negras, pero con dos líneas blancas arriba y abajo del ojo. El ojo, el anillo ocular y el pico son de color rojo. 

## Hábitat y distribución
Habita en bosques de niebla y bosques de pino-encino de zonas montañosas templadas y frías, en cañadas y laderas de volcanes. Su distribución comprende la Cordillera Neovolcánica de este a oeste, desde el estado de Veracruz hasta Jalisco, además de regiones altas de los estados de Guerrero, Estado de México y Oaxaca.

## Taxonomía
Dendrortyx macroura fue descrita en 1828 por William Jardine y Prideaux John Selby.

### Etimología
Dendrortyx: "codorniz de árbol"; nombre genérico conformado por las raíces griegas "δένδρον" (dendron), "árbol", y "ὄρτυξ" (ortyx), "codorniz"
macroura: "cola larga"; epíteto conformado por las raíces griegas "μακρο" (makro), "grande", y "οὐρά" (oura), "cola"

### Subespecies
Se conocen 6 subespecies de Dendrortyx macroura:
- Dendrortyx macroura diversus - bosque montano del noroeste de Jalisco
- Dendrortyx macroura griseipectus - vertiente oeste del valle de México
- Dendrortyx macroura inesperatus - área de Chilpancingo en Guerrero
- Dendrortyx macroura macroura - Valle de México y Veracruz
- Dendrortyx macroura oaxacae - bosque montano del oeste de Oaxaca
- Dendrortyx macroura striatus - sur de Jalisco a Michoacán y Guerrero